# Torpille Bangalore
Pour les articles homonymes, voir Bangalore (homonymie).

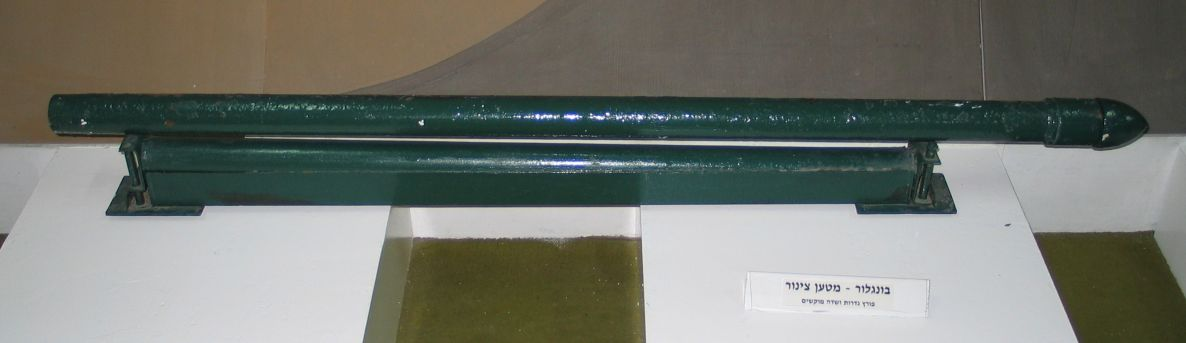
Torpille Bangalore

La torpille Bangalore est une charge explosive placée à l'intérieur d'un long tube. Plusieurs charges peuvent être raccordées ensemble pour augmenter la longueur de destruction. Elle est utilisée par les militaires du génie pour abattre des obstacles qui, autrement, leur demanderaient de s'exposer directement, peut-être sous le feu. Elle est parfois familièrement dénommée mine Bangalore, pétard ou tout simplement Bangalore. Il est estimé que la torpille Bangalore moderne  est efficace pour dégager un chemin à travers des fils et des mines jusqu'à 15 mètres de long sur 1 mètre de large.

## Aperçu

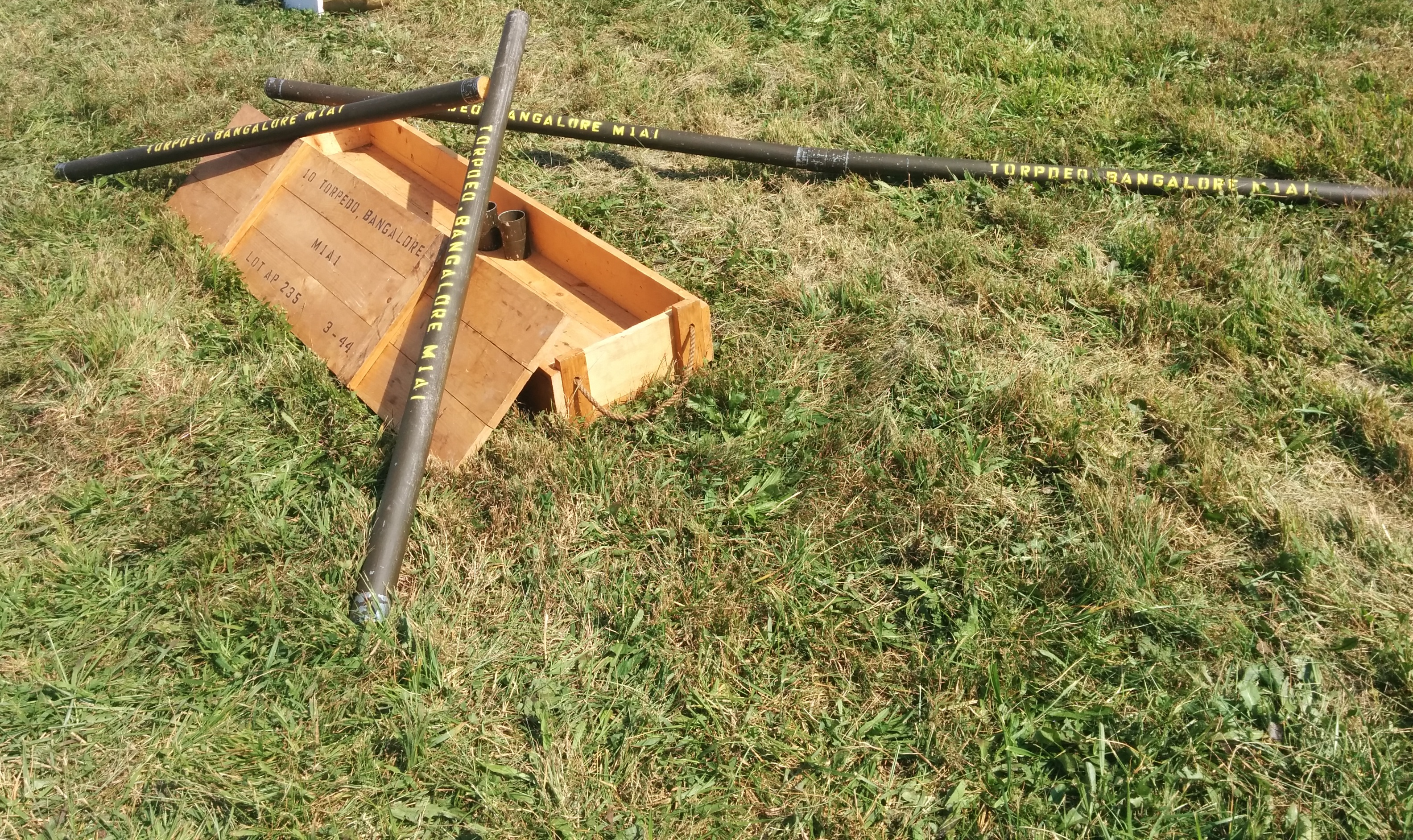
Quatre pièces de torpille Bangalore : deux pièces individuelles et deux pièces rattachées ensemble.

La torpille Bangalore a été imaginée par le capitaine McClintock, de l'armée des Indes britanniques unité des sapeurs Madras (en) et mineurs à Bangalore, en Inde, en 1912. Il l'a inventé comme moyen de faire exploser les pièges barricades laissés par la guerre des Boers et le conflit russo-japonais. La torpille Bangalore ferait exploser une mine, sans que le sapeur ne s'approche à moins de trois mètres (dix pieds).
Les torpilles Bangalore sont actuellement fabriquées par le Mondial Systèmes de Défense de Poole, pour le Royaume-Uni et les forces armées américaines. Elles ont été utilisées récemment en opérations en Afghanistan pour des actions telles que le nettoyage de  dépôts de ravitaillement ennemis à l'intérieur des réseaux de grottes profondes.

## Première Guerre mondiale
À l'époque de la Première Guerre mondiale la torpille Bangalore a été principalement utilisée pour la destruction des barbelés avant une attaque. Elle pouvait être utilisée sous le feu, depuis un endroit protégé d'une tranchée. La torpille a été normalisée pour se composer d'un certain nombre de tuyaux filetés extérieurement identiques de 1,5 m de longueur, dont l'un contient la charge explosive. Les tuyaux étaient vissés avec des manchons de raccordement pour en faire un de la longueur requise, un peu comme un hérisson de ramonage de cheminée ou un drain de vidange. Un nez en cône était vissé à l’extrémité afin d'éviter de s'accrocher sur le terrain. Il était alors poussé vers l'avant depuis un endroit protégé et fait exploser, pour faire un trou de 1,50 m de large dans les barbelés. Un exemple de cette technique peut être vu dans le film muet de 1927, Les Ailes, qui reçoit l'Oscar du meilleur film. Pendant la bataille de Cambrai, les Royal Engineers britanniques les utilisent comme moyen de diversion, pour détourner l'attention de l'ennemi de l'endroit où l'attaque allait être lancée.

## Seconde Guerre mondiale
La torpille Bangalore a été adoptée plus tard par l'armée américaine ainsi que lors de la Seconde Guerre mondiale, désignée torpille Bangalore M1A1. Elle a été largement utilisée par les forces américaines et du Commonwealth, notamment lors  du Débarquement.  L'utilisation d'une torpille Bangalore pour ouvrir une barrière de barbelés est représentée sur les plages du débarquement dans les films Il faut sauver le soldat Ryan, Le Jour le plus long, Storming Juno et Au-delà de la gloire ainsi que les jeux Medal of Honor : Débarquement allié, Medal of Honor : En première ligne, Call of Duty 2: Big Red One puis dans Call of Duty: WWII. Dans Au-delà de la gloire, le scénariste et réalisateur Samuel Fuller, un vétéran du Jour-J, exprime à travers le narrateur son dédain pour les risques inhérents à l'assemblage et emploi de l'arme : « La torpille Bangalore avait 50 pieds de long et embarquait 85 livres de TNT, et vous l'assemblez en cours de route, à la main ».

## Développement après la Seconde Guerre mondiale
La Bangalore continue à être utilisée aujourd'hui dans la version peu différente M1A2, principalement pour briser les obstacles en barbelés. Les British Royal Engineers et le génie américain ont également été appelés à construire des versions similaires au Bangalore en assemblant des piquets métalliques et les remplissant avec du plastic explosif. Le PE est ensuite équipé d'un cordon et un détonateur, et des piquets sont scotchés ou câblés ensemble pour faire un long shrapnel qui coupe les fils en explosant. Cette méthode produit des résultats similaires au Bangalore standard, et peuvent être assemblés à la longueur désirée en ajoutant des segments.
La plus récente évolution du Bangalore est la lame de Bangalore, une nouvelle version en aluminium léger utilisant la technologie de la charge creuse, pour détruire des obstacles que le Bangalore d'origine aurait été incapable de traiter. Lors d'un test effectué pour l’émission de télévision Future Weapons (en) la lame Bangalore a ouvert un passage d'environ 5 mètres de large dans les barbelés et a créé une tranchée suffisamment profonde pour faire exploser les mines antipersonnel les plus proches. La lame de Bangalore a été développée au Royaume-Uni par Alford Technologies et est destinée à être utilisée à la fois par l'armée régulière et les unités des forces spéciales qui nécessitent un dispositif léger et portable pour se débarrasser des obstacles.

## Autres dispositifs d'ouverture de passage
L'APOBS (Système d'ouverture de brèche d'obstacle anti-personnel (en)) américain et le fusil lance-grenades britannique RAMBS II ont vocation à remplacer le Bangalore en raison de leur facilité d'utilisation, leur efficacité et flexibilité: ils peuvent se frayer un chemin beaucoup plus long que la torpille Bangalore.